# 1995 في غواتيمالا
فيما يلي قوائم الأحداث التي وقعت خلال عام 1995 في غواتيمالا.

## سياسة

### تعيين في المنصب
- 12 نوفمبر – إفراين ريوس مونت عضو في الكونغرس الغواتيمالي.

## مواليد

### مارس
- 28 مارس – دانييلا شيبيرس لاعبة كرة مضرب غواتيمالية.

## وفيات

### يناير
- 1 يناير – أوسكار مندوزا إيزورديا (مواليد 1917) سياسي غواتيمالي.